# Picaflors ventregroc
El picaflors ventregroc (Dicaeum melanozanthum) és un ocell de la família dels diceids (Dicaeidae).

## Hàbitat i distribució
Habita boscos alles muntanyes del nord-est de l'Índia, sud-oest de la Xina i est de Myanmar, nord de Tailàndia, nord de Laos i nord del Vietnam.